# Carl Canaris
Carl Wilhelm Albert Canaris (* 23. August 1852 in Balve; † 26. September 1904 in Bad Nauheim) war ein deutscher Eisenhütteningenieur und Manager.

## Leben
Carl Canaris wurde 1852 als Sohn von Martin Joseph Canaris und Auguste Kloz im sauerländischen Balve geboren. Er legte 1873 sein Examen an der Königlichen Berg- und Gewerbe-Akademie ab und war anschließend in unterschiedlichen Positionen der Eisen- und Stahlindustrie tätig. Von 1886 bis 1891 war er technischer Leiter der Aplerbecker Hütte in Aplerbeck (jetzt Dortmund-Aplerbeck) sowie ab 1892 Hüttendirektor in Duisburg. Er übernahm die Leitung der gesamten Niederrheinischen Hütte in Duisburg-Hochfeld. Es gelang ihm, die Duisburger Hütte zu großen Erträgen zu führen.
Carl Canaris war mit Auguste Popp verheiratet, sein Sohn Wilhelm war Admiral und Leiter der Amt Ausland/Abwehr, sein Sohn Carl August war ebenfalls als Ingenieur und Manager tätig. Er erlag während eines Kuraufenthalts in Bad Nauheim einem Herzleiden.
Carl Canaris war Mitglied des Vereins Deutscher Ingenieure (VDI).